# Oribatula variabilis
Oribatula variabilis är en kvalsterart som först beskrevs av Bayartogtokh och Aoki 2000.  Oribatula variabilis ingår i släktet Oribatula och familjen Oribatulidae. Inga underarter finns listade i Catalogue of Life.